# 大衍暦
大衍暦（たいえんれき）は、中国暦の一つで、かつて中国や日本などで使われていた太陰太陽暦の暦法である。
中国の唐の僧の一行（いちぎょう）が玄宗の勅令を受けて編纂した暦法である。一行らは南は交州から北は鉄勒にいたる子午線弧長の測量を行い、中国全土に及ぶ大規模な天文測量を実施した。中国では、開元17年（729年）から上元2年（761年）まで33年間用いられた。
大衍暦は非常に整備された暦法であり、その形式が後世の模範となった。太陽運行の不均等性を考慮して太陽運行表が編制され、計算に不等間隔二次差補間法が用いられた。また食計算に食の地域的時間差が導入された。

## 和暦として
日本には、吉備真備が天平7年（735年）に唐から持ち帰った。だが、当時の日本には暦学に通じた人材が不足していた（『続日本紀』天平2年3月辛亥条）ため、実施には慎重な準備が進められた（『続日本紀』天平宝字元年11月癸未条、『類聚三代格』所収同日（11月9日）勅）後に藤原仲麻呂政権下で実現される事になる。
天平宝字8年（764年?）から貞観3年（861年）までの98年間用いられた。天安2年（858年）からの4年間は改暦の準備として五紀暦と併用されたが、貞観4年（862年）に宣明暦が導入された。